# Pernil de Praga
El Pernil de Praga (en txec: Pražská šunka; en alemany: Prager Schinken) és un tipus de pernil desossat curat en salmorra, guisat i suaument fumat amb fusta de faig, típic de Praga. Quan es cuina a l'os, s'anomena šunka od kosti ("pernil de l'os") i és considerat una delícia. Va ser comercialitzat per primera vegada a la dècada de 1860 per Antonín Chmel, un carnisser de Zvonařka ("carrer del campanar") a la Nuselské schody (escales del Nusel).
Va ser una exportació popular durant les dècades de 1920 i 1930, fins al punt que altres cultures van començar a copiar la recepta i a fer-la a nivell nacional. Està registrat com a especialitat tradicional garantida a la Unió Europea i al Regne Unit i només es pot produir segons un procediment específic.

## Pernil de Praga com a menjar ràpid
El pernil de Praga és servit tradicionalment a restaurants i per venedors ambulants amb patates bullides i sovint acompanyat de cervesa.
La majoria de venedors ambulants el venen per pes en lloc de per porció.